# К вечному миру
К вечному миру (нем. Zum ewigen Frieden) — опубликованный в 1795 году трактат Иммануила Канта, который можно считать центральным в ряду «малых трактатов» по вопросам философии истории и политики, изданных в 1784—1798 годах.

## Содержание
Структурно оформлен как типичный для того времени международный договор, в данном случае «о вечном мире между государствами»: за краткой преамбулой следует первый раздел с шестью предварительными статьями, затем второй раздел с тремя окончательными, два «добавления», в том числе «тайная статья», и «приложение». Уникальными являются как некоторые отдельные требования статей, так и вся форма систематизации этих требований в форме единого договора.
Основой трактата стали наблюдения Канта за современной ему исторической ситуацией, которые так или иначе упоминаются в тексте.
«Предварительные статьи» описывают шаги, которые следует предпринять немедленно или со всей преднамеренной скоростью:
1. Ни один секретный мирный договор не может считаться действительным, если в нём есть молчаливый повод для будущей войны.
2. Никакие независимые государства, большие или малые, не могут оказаться под властью другого государства путём наследования, обмена, покупки или дарения.
3. Постоянные армии должны быть полностью упразднены.
4. Государственные долги не могут быть аннулированы или уменьшены из-за внешних конфликтов между государствами.
5. Ни одно государство не должно силой вмешиваться в Конституцию или правительство другого государства.
6. Ни одно государство не должно во время войны допускать такие враждебные действия, которые сделают невозможным взаимное доверие к последующему миру: такие, как использование тайных убийц (percussores), отравителей (venefici), нарушение капитуляции и подстрекательство к измене (perduellio) в противоположном государстве.

Три «Окончательные статьи» обеспечат не просто прекращение военных действий, но и основу для построения мира.
1. Гражданская конституция каждого государства должна быть республиканской.
2. Право народов будет основано на федерации свободных государств.
3. Права людей как граждан мира ограничиваются условиями всеобщего гостеприимства.